# (7521) 1990 QS2
(7521) 1990 QS2 là một tiểu hành tinh vành đai chính. Nó được phát hiện bởi Henry E. Holt ở Đài thiên văn Palomar ở Quận San Diego, California, ngày 24 tháng 8 năm 1990.